# Binarium
Das Binarium war ein privates Museum für Personal Computer und Spielkonsolen in Dortmund. Das 2016 eröffnete „Deutsche Museum der digitalen Kultur“ wurde 2011 von Christian Ullenboom gegründet und präsentierte auf rund 500 m² Ausstellungsfläche im Dortmunder Stadtteil Huckarde Heimkonsolen, Handheld-Konsolen, elektronisches Spielzeug, Taschenrechner und Heimcomputer, die zum Teil von Besuchern benutzt werden konnten. Die Objekte werden seit der Schließung der Räumlichkeiten im Dezember 2023 auf der Website des Museums präsentiert.

## Geschichte
Die Idee zum Museum kam Christian Ullenboom im April 2011. Drei Jahre später konnte das ehemalige Verwaltungsgebäude der Zeche Hansa als Immobilie erworben werden, und ab 2015 begann der Umbau. Das Binarium wurde am 8. Dezember 2016 eröffnet und für die Allgemeinheit zugänglich gemacht. Die Ausstellung war als Erlebnismuseum interaktiv gestaltet und sollte Besucher durch Spielen „Altes wiederentdecken und Neues ausprobieren“ lassen. Im August 2023 wurde die Schließung bekanntgegeben. Am 3. Dezember 2023 wurde das Binarium geschlossen, weil sich der Leiter „mehr zeitliche Flexibilität in seinem Leben“ gönnen wolle.

## Ausstellung
Die Ausstellung sortierte die Sammlungen thematisch und präsentierte auf diese Weise die Entwicklung der Personal Computer und Videospielkonsolen. Auf einer Etage in vier Räumen stellte das Museum eine Vielzahl von Exponaten aus, bot Medienstationen und lud zum Ausprobieren ein. Die Räume thematisierten:
- Die Geburt einer Industrie, die Geburt einer Kultur – Von den ersten Experimenten zum weltweiten Phänomen (E1)
- Der Konsolen-Krieg – Der Verdrängungswettbewerb der 1980er und 1990er Jahre und die daraus resultierenden Innovationen (E2)
- Spielen im Mikrokosmos und Makrokosmos – Mobile Gaming und Immersion (E3)

Weiter standen Heimcomputer, PCs und Smartphone/Tablets im Mittelpunkt. Schautafeln boten Hintergrundinformationen und erklärten die Ausstellungsstücke. Praktisch ausprobieren konnten Besucher: Atari 2600, Nintendo Entertainment System, Super Nintendo Entertainment System, Sega Master System, Nintendo 64, Sony PlayStation, Microsoft Xbox, Sony PlayStation 2, Sega Dreamcast, Nintendo GameCube, Xbox 360, Xbox One, PlayStation 3, PlayStation 4, Wii, Wii U sowie ein Kart, darüber hinaus einen ZX81, C64 und MSX-Computer.

## Sammlung
Die Sammlung an Konsolen umfasst ungefähr 80 Pong-Geräte und 160 unterschiedliche Videospielkonsolen älterer und neuerer Bauart. Mehr als 270 Heimcomputer sind im Besitz des Museums. 420 unterschiedliche Peripheriegeräte und Zubehör für Konsolen und Computer ergänzen den Bestand. Über 250 verschiedene Zeitschriftentitel bewahrt das Archiv auf.